# Wolfgang Strödter
Wolfgang Strödter (Bad Homburg vor der Höhe, 5 april 1948) is een voormalig hockeyer uit Duitsland. 
Strödter kwam uit voor West-Duitse hockeyploeg en nam tweemaal deel aan de Olympische Spelen en won in 1972 de gouden medaille.
Driemaal nam Strödter deel aan het wereldkampioenschap en behaalde daarbij tweemaal de bronzen medaille.
Strödter was bondscoach van de West-Duitse vrouwenploeg gedurende de periode 1981 tot en met 1988 en won in 1984 met zijn dames de olympische zilveren medaille.

## Erelijst
- 1972 –  Olympische Spelen in München
- 1973 –  Wereldkampioenschap in Amstelveen
- 1975 –  Wereldkampioenschap in Kuala Lumpur
- 1976 – 5e Olympische Spelen in Montreal
- 1978 – 4e Wereldkampioenschap in Buenos Aires
- 1980 -  Champions Trophy in Karachi